# Rubato
En música, rubato o també tempo rubato (que significa robat o furtat en italià) és accelerar o desaccelerar lleugerament el tempo d'una peça a discreció de l'intèrpret (solista o director d'orquestra). El rubato és popularment conegut pel seu ús en la interpretació de la música romàntica, però no és una aportació del romanticisme: Al final del renaixement s'utilitzà amb profusió en peces musicals com la canzona o el ricercare (el 1601 Giulio Caccini ja parla del rubato en Nuove Musiche), i va ser un tret característic de la interpretació musical en els segles XVII i XVIII.
Hi ha una certa controvèrsia sobre si el rubato l'ha d'interpretar només la veu principal, mentre que l'acompanyament segueix el tempo establert, o bé si l'han d'interpretar totes les veus alhora.
En un sentit ampli, el rubato forma part de l'agògica de la música.